# 北105線
北105線 大坪頂－獅仔頭，是位於新北市的一條鄉道，北起新北市新店區大坪頂，南至新北市新店區獅仔頭，全長8.6公里。1967年此路首次列入鄉道系統，當時路線較短，終點位於塗潭，共3.58公里。1976年併入原北104線（廣興路）與兩線間新開闢路段，共8.081公里。1983年調整路線為現在情況。工務局將起點置於永業路口為錯誤設置。

## 路線說明
新北市
- 新店區：大坪頂0.0k（起點，110線岔路）→ 碧潭路 → 永業路 → 塗潭3.580k（1967年終點）→ 新潭路 → 獅仔頭8.6k（終點，新潭路三段80巷口）

## 沿線設施
- 碧潭西岸（派出所、飯店與吊橋西口）
- 美之城
- 磺窟溪
- 獅子頭山

## 連接道路
- 110線